# 松丸東魚
松丸 東魚（まつまる とうぎょ、男性、明治34年（1901年）9月8日 – 昭和50年（1975年）6月9日）は、日本の篆刻家。
名は長三郎。東京日本橋の魚問屋に生まれ、25歳で篆刻をはじめた。最初、新間静邨などに学ぶ。後に秦漢古銅印の研究に尽力。鄧石如・趙之謙・呉昌碩に私淑し独学でこれを学んだ。
知丈印社を主催し後進の育成に尽力し、また白紅社を設立し、書跡や印譜の出版も手掛けた。門弟に關正人や初の女流篆刻家河野晶苑などが育っている。
日展評議員、毎日書道展諮問委員を歴任。東方書道会特別賞を受賞している。収集した印譜などは古河市にある篆刻美術館に収蔵されている。

## 著作
- 『松丸東魚作品集』谷川商事刊行、1978年